# Chorásánští Turci
Chorásánští Turci, Kızılbaši Turci nebo Kučani (chorásánskou turečtinou خراسان توركلرى → Horasan Türkleri, ázerbájdžánsky خوراسان تورکلری → Xorasan türkləri, persky ترکان خراسانی → Khorasani Turki, turecky Horasan Türkleri) jsou domorodé turecké etnikum žijící v severovýchodní Íránské islámské republice a sousedních regionech Turkmenistánu až po Amudarju. V ostánech (provinciích) Severní Chorásán, Chorásán Razaví a Golestán žijí v jednotném celku. Mateřské nářečí Kučaniů se pohybuje mezi Turkmenským a Ázerbájdžánským jazykem. Patří do skupiny turkických jazyků, podskupiny „Šahz“, také nazývaných „Turkic-i Kadim“, Oghuzské větve makrojazyků – východní Torkama-ani jazyky a čagatajské (oghuzský dialekt) větve. Většina jsou přívrženci větve ší'itského islámu, ale jsou mezi nimi také sunnité.

## Způsob života

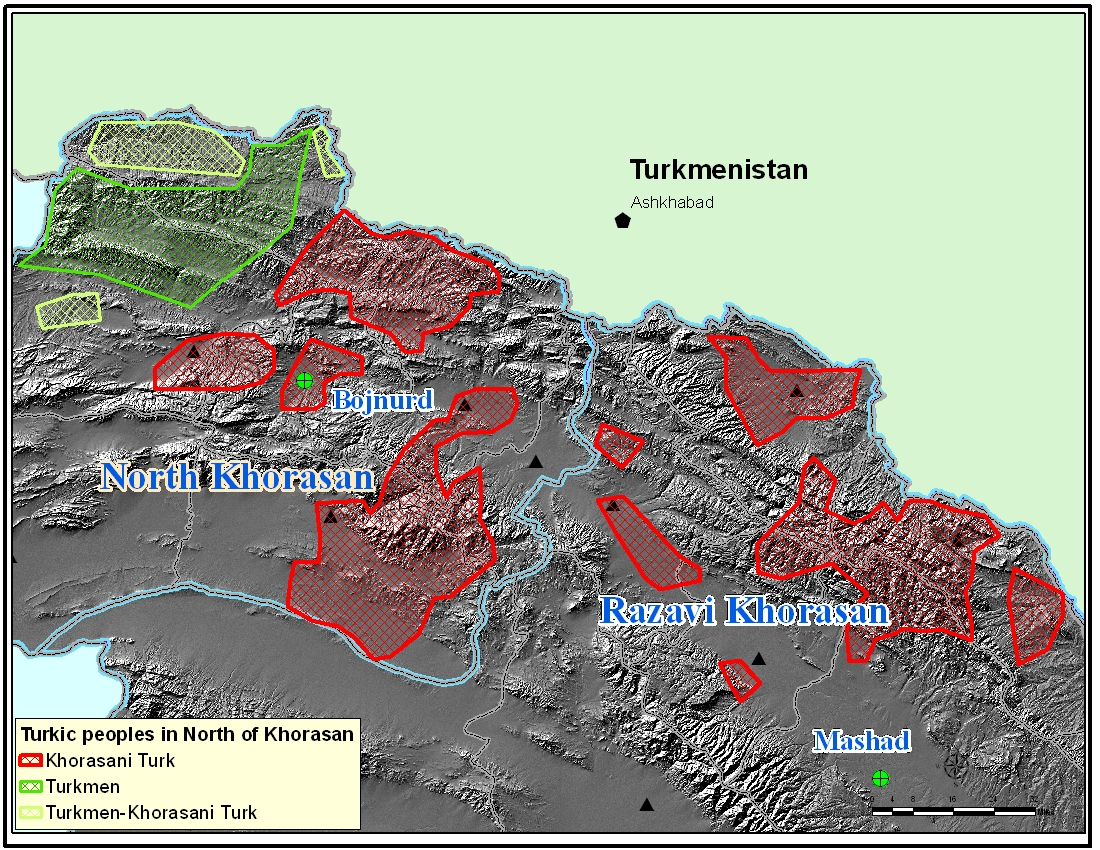
Umístění Chorásánských Turků v Íránu
Chorásánští Turci
Turkmeni

O Chorásánských Turcích byly provedeny různé studie. O jejich počtu v Íránu jsou k dispozici různé odhady většiny odborníků, přestože, na základě počtu obyvatel Íránu je nejméně pravděpodobné, že jich bude více než 1%. Podle informací z roku 1977 byl jejich počet 400,000, a podle informací z roku 1993, jich bylo více než 1,000,000 lidí.
Více než 830 000 Chorásánských Turků žije v provincii Severní Chorásán, severozápadně od Mašhadu.
Chorásánští Turci jsou ze 100% muslimové a jejich společnost je organizována kolem tradičních muslimských pravidel.
Název Chorásán je perský a znamená „země vycházejícího slunce“. Je důležitou zemědělskou oblastí a většina Chorásánských Turků jsou zemědělci. Zavlažovací metody na produkci pšenice, ječmene, rýže, bavlny, cukrové řepy, brambor, vojtěšky, melounů a kmínu se používají obě, jak tradiční tak i moderní. Ovce, kozy a krávy poskytují rodinám Chorásánských Turků mléko, máslo, lůj a maso. Jsou to zruční řemeslníci, např. šperkaři a skláři. Také tkají krásné koberce a tkaniny. Koberce jsou proslulé pro své nádherné vzory.

## Jazyk
Kızılbaši Turci mluví chorásánskou turečtinou, ale většina může také mluvit stejnojmenným perským nářečím „chorasani“, s kterým ji nelze zaměňovat. Západní nářečí v oblasti Bodžnúrd; na severu v oblasti Kučan (pravděpodobně největší), na jihu v oblasti Sultanabadu u Sebzevaru.